# مسابقه آواز یوروویژن ۲۰۰۹
مسابقه آواز یوروویژن ۲۰۰۹ پنجاه و چهارمین دوره از مسابقات آواز یوروویژن می‌باشد که در ۱۲ تا ۱۶ ماه مه و به میزبانی روسیه و ورزشگاه المپیک ایندور مسکو برگزار شد.
این مسابقات با پیروزی ترانهٔ داستان‌پریان از کشور نروژ با اجرای الکساندر ریباک با امتیاز نهایی ۳۸۷ که بالاترین امتیاز در طول تاریخ مسابقات یورو ویژن بود به پایان رسید (بالاترین امتیاز تا کنون متعلق به یوروویژن سال ۲۰۰۶ بود که در ان کشور فنلاند امتیاز ۲۹۲ را کسب کرد)
ترانه‌های آیا حقیقت دارد؟ از یوهانا به نمایندگی ایسلند و همیشه از جمهوری آذربایجان به ترتیب رتبه‌های دوم و سوم مسابقات را کسب کردند همچنین کشور بریتانیا با کسب رتبه پنجم شاهد بهترین نتیجهٔ خود در تاریخ برگزاری این مسابقات بود. همچنین از روسیه آناستازیا پریخودکو با ترانه مادر شرکت کرد و به مقام یازدهم دست یافت.
اهنگ dum tek tek از حادیثه چهارم شد